# Михайлівський Золотоверхий собор (золота монета)
«Миха́йлівський Золотове́рхий собо́р» — золота пам'ятна монета Національного банку України номіналом 100 гривень, присвячена відродженню Михайлівського Золотоверхого собору — історико-архітектурного пам'ятника Русі-України XII-XYIII ст.
Монету введено в обіг 28 грудня 1998 року. Вона належить до серії «Духовні скарби України».

## Опис монети та характеристики
| Номінал грн. | Метал            | Маса, г       | Діаметр, мм | Якість виготовлення | Гурт    | Тираж, штук |
| ------------ | ---------------- | ------------- | ----------- | ------------------- | ------- | ----------- |
| 100          | золото 900 проби | 15,55 / 17,28 | 25,0        | пруф                | гладкий | 3 000       |

### Аверс
На аверсі монети в обрамленні рослинного орнаменту соборної мозаїки «Євхаристія» розміщені зображення малого Державного Герба України і написи у чотири рядки «УКРАЇНА», «100 ГРИВЕНЬ», «1998» та позначення і проба дорогоцінного металу Au 900 та його вага у чистоті 15,55.

### Реверс
На реверсі монети на тлі зображення Михайлівського Золотоверхого собору розміщені силуети дванадцяти апостолів символічної сцени причастя мозаїки «Євхаристія». На монеті розташовано круговий напис «МИХАЙЛІВСЬКИЙ ЗОЛОТОВЕРХИЙ СОБОР XII СТ».

## Автори

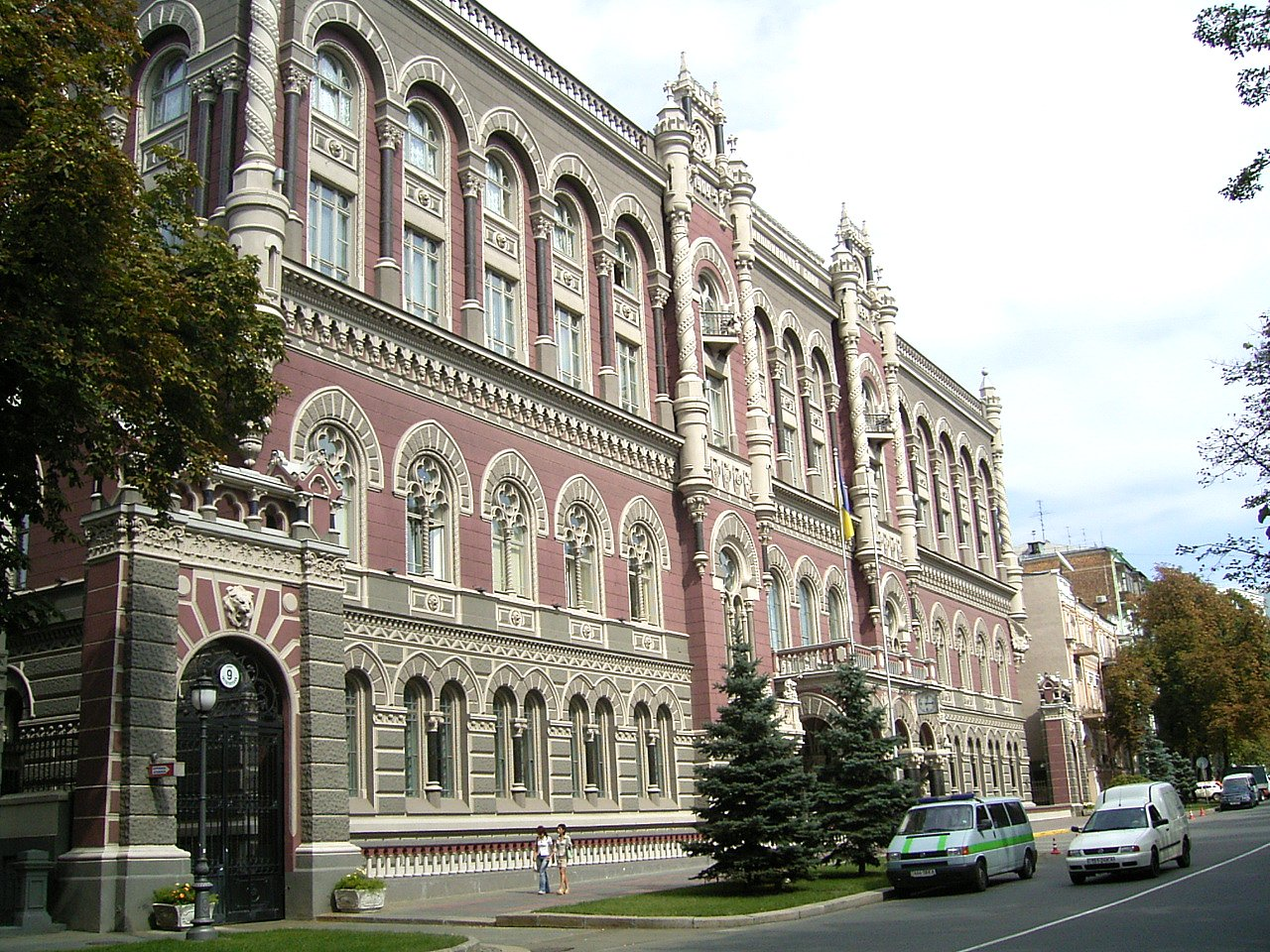
Будівля Національного банку України

- Художники: Володимир Таран, Олександр Харук, Сергій Харук, Віталій Козаченко.
- Скульптор — Роман Чайковський.

## Вартість монети
Ціна монети — 7 528 гривень, була вказана на сайті Національного банку України у 2011 році.
Фактична приблизна вартість монети, з роками змінювалася так:
| Рік        | 2010   | 2011   | 2012   | 2013   | 2014   | 2015   | 2016   | 2017   | 2018   | 2019   |
| ---------- | ------ | ------ | ------ | ------ | ------ | ------ | ------ | ------ | ------ | ------ |
| Ціна, грн. | 10 000 | 10 000 | 10 000 | 8 400  | 10 000 | 22 000 | 20 000 | 22 100 | 21 000 | 21 700 |
| Рік        | 2020   | 2021   | 2022   | 2023   | 2024   | 2025   |        |        |        |        |
| Ціна, грн. | 27 800 | 35 300 | 38 000 | 47 000 | 70 000 | 80 000 |        |        |        |        |